# Luis Moreno
Luis Moreno (Panama, 19 marzo 1981) è un ex calciatore panamense, di ruolo difensore.

## Carriera

### Club
Dopo aver giocato con varie squadre di club, nel 2011 si trasferisce al Deportivo Pereira.
Il 27 febbraio 2011 si rese protagonista di un gesto violento: nella partita Junior-Deportivo Pereira (terminata 2-1) egli colpì con un calcio un barbagianni, simbolo della squadra di casa, provocandone la morte. Il giocatore fu punito con 2 giornate di squalifica ed una multa di 1 070 200 pesos, equivalenti a circa 400 euro.
Lo stesso giocatore commise un ulteriore gesto violento il 10 aprile dello stesso anno: durante la partita Deportivo Cali-Deportivo Pereira (conclusasi 2-1) sferrò un calcio direttamente su di un avversario (si trattava di Escobar). Questo gli costò il rosso diretto e 7 giornate di squalifica.

### Nazionale
Conta 69 presenze con la Nazionale panamense.